# Гасымова, Натаван
Натаван Гасымова (азерб. Natavan Qasımova; род. 8 июля 1985, Нахичевань) — азербайджанская волейболистка, игрок сборной Азербайджана и бакинского клуба «Азерйол». Выступает на позиции связующей.

## Биография
Натаван Гасымова является одной из тех азербайджанских волейболисток, которая имеет опыт выступления за зарубежные клубы. В частности она в 2011 году защищала цвета трёхкратного чемпиона Италии ЖВК «Скаволини». Таким образом Натаван стала третьей азербайджанской волейболисткой, после Натальи Маммадовой и Елены Пархоменко, которая выступила в итальянской серии А.
22 октября 2011 года в Бакинском развлекательном центре состоялась свадьба Натаван Гасымовой с турецким волейбольным менеджером Тунджом Афшаром. При этом церемония помолвки прошла в родном городе Натаван — Нахчыване.

## Клубная карьера
| Сезон       | Клуб               | Страна      |
| ----------- | ------------------ | ----------- |
| 2004 - 2011 | «Азеррейл» Баку    | Азербайджан |
| 2011        | «Скаволини Пезаро» | Италия      |
| 2011 - 2012 | «Бакы» Баку        | Азербайджан |
| 2012 - н.в. | «Азерйол» Баку     | Азербайджан |

## Сборная Азербайджана
С 2002 года защищает цвета юниорской сборной Азербайджана. Была вновь включена в состав основной сборной страны в августе 2014 года. В составе сборной Азербайджана принимала участие на чемпионате мира 2014 года, проходившим в Италии.

## Турниры
| №    | Турнир                                                                   |
| ---- | ------------------------------------------------------------------------ |
| 2004 | Летние Олимпийские игры, Европейская квалификация                        |
| 2005 | Чемпионат Европы по волейболу среди женщин 2005                          |
| 2007 | Чемпионат Европы по волейболу среди женщин 2007                          |
| 2007 | Мировой Гран-при по волейболу, Европейская квалификация                  |
| 2008 | Мировой Гран-при по волейболу, Европейская квалификация                  |
| 2008 | Летние Олимпийские игры, Европейская квалификация                        |
| 2009 | Чемпионат Европы по волейболу среди женщин 2009                          |
| 2011 | Чемпионат Европы по волейболу среди женщин 2011                          |
| 2012 | Летние Олимпийские игры, Европейская квалификация                        |
| 2013 | Чемпионат Европы по волейболу среди женщин 2013                          |
| 2014 | Чемпионат мира по волейболу среди женщин 2014 — Европейская квалификация |
| 2014 | Женская волейбольная Евролига 2014                                       |
| 2015 | Чемпионат Европы по волейболу среди женщин 2015                          |

## Достижения
- 2004/2005 - золотой призёр женской волейбольной Супер-Лиги Азербайджана в составе ЖВК «Азеррейл» Баку.
- 2005/2006 - золотой призёр женской волейбольной Супер-Лиги Азербайджана в составе ЖВК «Азеррейл» Баку.
- 2006/2007 - золотой призёр женской волейбольной Супер-Лиги Азербайджана в составе ЖВК «Азеррейл» Баку.
- 2007/2008 - золотой призёр женской волейбольной Супер-Лиги Азербайджана в составе ЖВК «Азеррейл» Баку.
- 2011/2012 - серебряный призёр Кубка Челлендж ЕКВ в составе ЖВК «Бакы» Баку.
- 2013/2014 - серебряный призёр женской волейбольной Супер-Лиги Азербайджана в составе ЖВК «Азерйол» Баку.

## См.также
- Женская сборная Азербайджана по волейболу
- Волейбол в Азербайджане